# Craterostigma pusillum
Craterostigma pusillum är en tvåhjärtbladig växtart som först beskrevs av Adolf Engler, och fick sitt nu gällande namn av Fischer, Schäferhoff och Müller. Craterostigma pusillum ingår i släktet Craterostigma och familjen Linderniaceae. Inga underarter finns listade i Catalogue of Life.